# The Summer Collection: Greatest Hits
The Summer Collection: Greatest Hits — сборник американской певицы Донны Саммер, выпущенный в 1985 году на лейбле Mercury Records.

## Об альбоме
Саммер сделала себе имя в эпоху диско-музыки в 1970-х годах, тогда она была подписана на лейбл Casablanca Records. В 1980 году она подписала контракт с Geffen Records, но её успех там был совсем не таким, как с Casablanca. В начале 1980-х Casablanca была полностью выкуплена лейблом Polygram Records, а сама Саммер подписала контракт с ними на выпуск одного альбома. Mercury, ещё одно подразделение Polygram и дочерняя компания Casablanca, и выпустила её студийный альбом под названием She Works Hard for the Money в 1983 году. Mercury также выпустила этот сборник в 1985 году, содержащий семь оригинальных диско-хитов периода Casablanca, а также три песни из вышеупомянутого альбома Mercury.

## Список композиций
| №  | Название                       | Автор(ы)                                                | Длительность |
| -- | ------------------------------ | ------------------------------------------------------- | ------------ |
| 1. | «She Works Hard for the Money» | Донна Саммер, Майкл Омартиан                            | 4:33         |
| 2. | «Bad Girls»                    | Донна Саммер, Брюс Судано, Эдвард Хокнсон, Джо Эспозито | 4:00         |
| 3. | «On the Radio»                 | Донна Саммер, Джорджо Мородер                           | 4:06         |
| 4. | «Stop, Look and Listen»        | Донна Саммер, Майкл Омартиан, Грег Филлингейнс          | 4:08         |
| 5. | «Last Dance»                   | Пол Джабара                                             | 3:19         |

| №   | Название                                                    | Автор(ы)                                  | Длительность |
| --- | ----------------------------------------------------------- | ----------------------------------------- | ------------ |
| 6.  | «MacArthur Park»                                            | Джимми Уэбб                               | 3:56         |
| 7.  | «Heaven Knows»                                              | Донна Саммер, Джорджо Мородер, Пит Белотт | 3:36         |
| 8.  | «Unconditional Love»                                        | Донна Саммер, Майкл Омартиан              | 4:43         |
| 9.  | «I Love You»                                                | Донна Саммер, Джорджо Мородер, Пит Белотт | 3:19         |
| 10. | «No More Tears (Enough Is Enough)» (дуэт Барброй Стрейзанд) | Пол Джабара, Брюс Робертс                 | 4:48         |